# 加赛德运载火箭
加赛德（波斯語：قاصد）是伊朗的空间运载火箭。它於2020年进行了首次飞行，将伊朗第一颗努爾军事卫星送入轨道。2022年3月8日進行第二次發射

## 照片

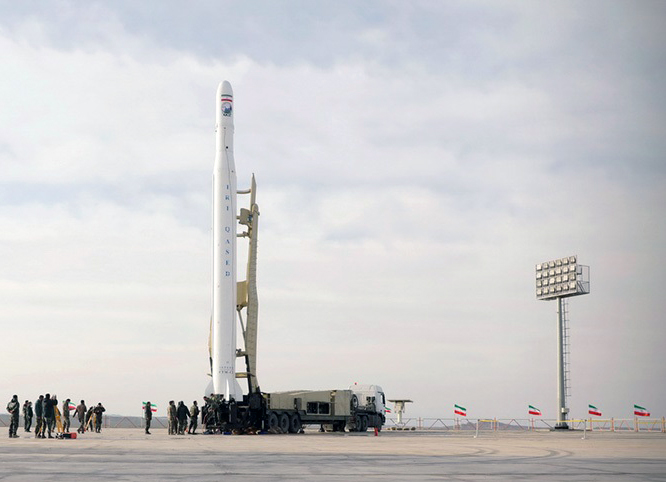
Qased火箭
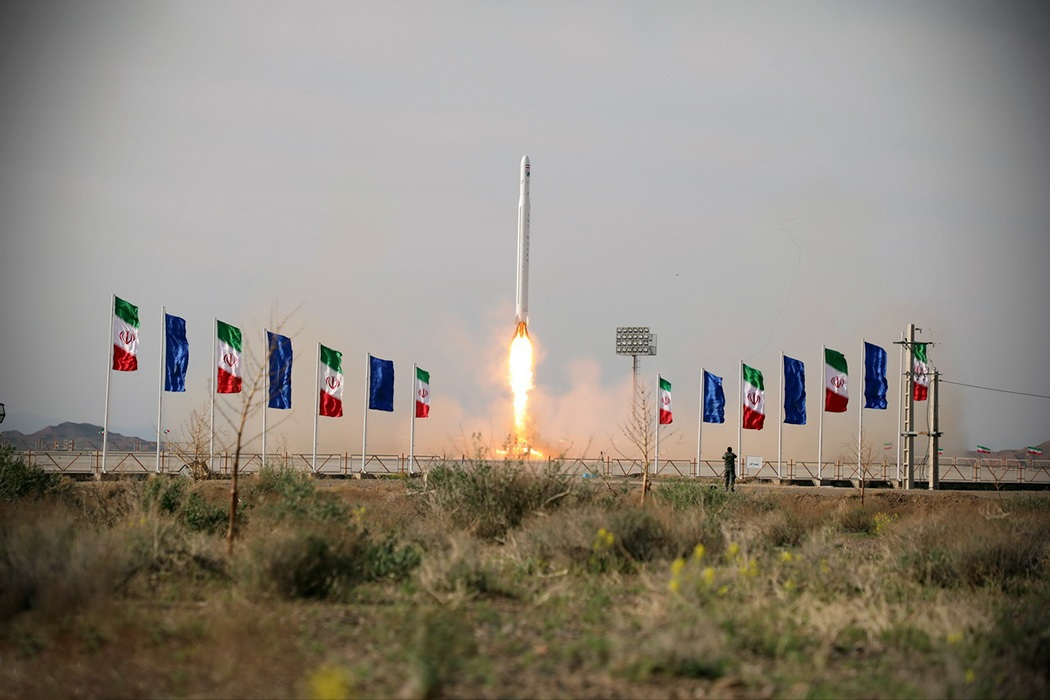
Qased火箭

## 另見
- 亞洲太空競賽
- 信使運載火箭
- 凤凰